# Powerless (serie de televisión)
Powerless es una serie de televisión de acción y comedia estadounidense, creada para la televisión por Ben Queen para la cadena NBC, siendo la primera sitcom desarrollada dentro del Universo DC. El piloto fue aprobado en agosto de 2015 y se ordenó la primera temporada completa como serie el 11 de mayo de 2016. Fue estrenada el 2 de febrero de 2017. El 25 de abril de 2017, NBC saca los últimos tres episodios de la serie de su programación, sin ninguna indicación de si podrían ser reprogramados a una fecha posterior.
La serie fue oficialmente cancelada el 11 de mayo de 2017. Los episodios no emitidos están disponibles en TVNZ OnDemand en Nueva Zelanda desde el 12 de mayo de 2017.
En España se estrenó el 23 de abril de 2017 en COSMO. En Latinoamérica fue estrenada el 24 de junio de 2017 en Warner Channel.

## Sinopsis
La serie sigue las aventuras de Emily Locke convirtiéndose en la nueva directora de Investigación y Desarrollo para Wayne Security, una filial de Wayne Enterprises que se especializa en productos que hacen que la humanidad se enfrente a los daños colaterales de Superhéroes y Supervillanos.

## Reparto
- Vanessa Hudgens como Emily Locke.
- Danny Pudi como Teddy.[6]
- Alan Tudyk como Van Wayne.[6][7][8]
- Christina Kirk como Jackie.
- Ron Funches como Ron.[9]
- Jennie Pierson como Wendy.

## Producción
En enero de 2016, fue reportado que NBC da la orden del piloto para Powerless. En febrero de 2016, el reparto principal fue anunciado: Vanessa Hudgens como el personaje principal, Emily Locke, Danny Pudi como Teddy, Alan Tudyk como Van, y Christina Kirk como Jackie. En julio de 2016, Ron Funches se unió al reparto interpretando a Ron. En julio de 2016, se anunció que Ben Queen sería el showrunner.
El 25 de abril de 2017, NBC sacó los tres episodios finales de la serie de su horario, sin indicación de si serían reprogramados en una fecha posterior.

## Episodios
| N.º (serie) | Título                         | Director          | Guionista(s)                        | Primera emisión       | Código de producción | Audiencia (en millones) |
| --- | ------------------------------ | ----------------- | ----------------------------------- | --------------------- | -------------------- | ----------------------- |
| 1 | «Wayne or Lose»                | Mark Buckland     | Justin Halpern & Patrick Schumacker | 2 de febrero de 2017  | T12.15402            | 3.10                    |
| Emily Locke es contratada como la nueva directora de B&I en Wayne Security, pero se encuentra con el personal desmotivado y su jefe sólo en busca de ascender en la escalera corporativa. Van Wayne, jefe de seguridad de Wayne anuncia que su primo Bruce Wayne va a cerrar la empresa si no hacen productos eficaces. Sin embargo, él quiere que su empresa falle para que pueda salir de Charm City con la esperanza de volver a la Gotham City, y por lo tanto no hace ningún intento para salvarla. Bajo la dirección de Emily, la B&I desarrolla un detector supervillano que lleva va en la muñeca que alerta a un usuario cuando uno está cerca y de ese modo logra salvar la compañía. Esto obliga a Van a permanecer en Charm City de sus obligaciones respecto a su empresa y esto causa que no le agrade Emily. En Gotham City, Batman usa este nuevo dispositivo para localizar a su archienemigo, el Joker, y ayuda a la policía para detenerlo. |                                |                   |                                     |                       |                      |                         |
| 2 | «Wayne Dream Team»             | Mark Buckland     | Dean Lorey                          | 9 de febrero de 2017  | T12.15403            | 2.53                    |
| 3 | «Sinking Day»                  | Jay Chandrasekhar | Paul Mather                         | 16 de febrero de 2017 | T12.15406            | 2.49                    |
| Cuando el equipo pierde un cliente debido a la incompetencia de Van, Emily busca otro negocio. Mientras tanto, un nuevo empleado llega a la oficina y Teddy y Ron están convencidos de que es un superhéroe. |                                |                   |                                     |                       |                      |                         |
| 4 | «Emily Hates a Henchman»       | Matt Sohn         | Neel Shah                           | 23 de febrero de 2017 | T12.15407            | 2.27                    |
| 5 | «Cold Season»                  | Clark Mathis      | Amy Mass                            | 9 de marzo de 2017    | T12.15405            | 2.38                    |
| Emily convence a Teddy de inscribir lo que cree que es una invención que cambia las cosas al concurso Wayne Innovation compitiendo con los elitistas ingenieros de Wayne X. |                                |                   |                                     |                       |                      |                         |
| 6 | «I'ma Friend You»              | Alex Reid         | Sabrina Jalees                      | 30 de marzo de 2017   | T12.15408            | 1.81                    |
| Cuando Emily descubre que Jackie necesita un poco de dinero extra, trata de ayudar. Mientras tanto, Van está en una cacería de brujas y tiene en la mira a Teddy, Ron y Wendy. |                                |                   |                                     |                       |                      |                         |
| 7 | «Van v Emily: Dawn of Justice» | Jaffar Mahmood    | Greg Lisbe & Jared Miller           | 6 de abril de 2017    | T12.15410            | 2.02                    |
| 8 | «Green Furious»                | Michael McDonald  | Dean Lorey                          | 13 de abril de 2017   | T12.15411            | 2.04                    |
| 9 | «Emergency Punch-Up»           | Linda Mendoza     | Lillian Yu                          | 20 de abril de 2017   | T12.15409            | 2.03                    |
| 10 | «No Consequence Day»           | Joe Nussbaum      | Maggie Bandur                       | —                     | —                    | —                       |
| 11 | «Win, Luthor, Draw»            | Rebecca Asher     | Paul Mather                         | —                     | —                    |                         |

## Recepción
El episodio piloto original para Powerless se presentó en la Comic-Con 2016. Se obtuvo críticas en su mayoría positivas. Eric Goldman de IGN le dio un 7.5 / 10, diciendo "es muy simpático y divertido y me ha dejado deseando ver donde se puede ir". Sydney Bucksbaum de Nerdist elogió el episodio piloto, diciendo que es "la comedia de superhéroes que nos merecemos" y "Los fans de los cómics, la comedia de oficina, comedias románticas o simplemente tener una buena risa, Powerless es para ti." Después del episodio piloto salió al aire en la SDCC 2016, el creador de la serie Ben Queen abandonó la serie, después de lo cual se le dio una nueva premisa y casi se regrabó todo el episodio.
Las revisiones para el segundo episodio piloto de Powerless eran en su mayoría mixtos. En Rotten Tomatoes reportó un índice de aprobación crítico de 61% con una media de 5.26 / 10, basada en 31 comentarios. El consenso de la página web dice, "Powerless tiene una fuerte premisa de dejar espacio para la mejora – y fuertes actuaciones de un elenco de talento –. Pero la chispa inicial de la serie está atenuado por la ejecución irregular y la falta de risas". En Metacritic, que utiliza una media ponderada, asigna una puntuación de 57 sobre 100 basado en 26 opiniones, lo que indica "críticas mixtas o medias".
Jesse Scheiden de IGN le dio al episodio piloto un 4.2 / 10, diciendo que "hay un gran potencial en esa idea, pero muy poco de ella se ha dado cuenta aquí" llamó al guion "pésima" y llamó al espectáculo "genérico". De Yahoo, Dominic Patten llamó a Powerless, "una comedia encantadora con las piernas y una premisa inteligente". [22] de Yahoo, Ken Tuck alabó sus títulos de crédito que utilizan a artistas clásicos como Carmine Infantino, diciendo que "los créditos no son divertidos, son simplemente bellas", [23] mientras que Sonia Saraya elogió el reparto, sobre todo a Vanessa Hudgens como Emily Locke llamándola encantadora, y el rendimiento de Tudyk como "el destacado". Además dijo que es optimista sobre el espectáculo, diciendo que "hay una luz de humor, ágil como para el tratamiento de la serie Powerless y payasadas heroicos - un respiro muy necesario".
Después de los dos primeros episodios fueron criticadas por los críticos, el tercer episodio recibió críticas favorables. Jesse Scheden de IGN dio a "Sinking Day" una puntuación de 7.2 / 10, diciendo que "el programa  mejora suficiente en su tercer episodio para dejar la esperanza de que el espectáculo con el tiempo desarrollará todo su potencial".